# Pete Townshend
Peter Dennis Blandford "Pete" Townshend (sinh ngày 19 tháng 5 năm 1945) là nhạc công, ca sĩ, nhạc sĩ người Anh, được biết tới khi là người sáng tác và tay guitar chính của ban nhạc rock The Who. Sự nghiệp của ông cùng ban nhạc kéo dài suốt 40 năm, theo đó ban nhạc được coi là một trong những nghệ sĩ có ảnh hưởng nhất thập niên 1960 và 1970.
Townshend là người viết nhạc chính cho The Who khi sáng tác hơn 100 ca khúc trải dài suốt 11 album phòng thu của nhóm, trong đó có nhiều album chủ đề và cả album rock opera như Tommy, album rock 'n' roll như Who's Next, cùng với đó là nhiều đĩa đơn, bonus track trong các bản tái bản và cả các ca khúc trong các phụ bản hiếm như Odds & Sods. Ông cũng từng sáng tác 100 ca khúc cho sự nghiệp solo của mình, trong đó có các sáng tác phát thanh và phục vụ chương trình truyền hình. Cho dù là một tay guitar nổi tiếng, Townshend còn chơi được rất nhiều nhạc cụ khác như keyboard, banjo, accordion, harmonica, ukulele, mandolin, violin, synthesiser, bass và trống trong các album của The Who và album solo, ngoài ra còn là khách mời cho rất nhiều dự án thu âm của các nghệ sĩ khác. Ông tự học tất cả các nhạc cụ và chưa từng qua bất kể trường lớp nào.
Townshend cũng là cộng tác viên cho nhiều tờ báo và tạp chí, sách, giáo trình và cả kịch bản phim, thậm chí tham gia viết lời và sáng tác cho các nghệ sĩ khác. Ông được cây viết Dave Marsh xếp hạng 3 trong số những tay guitar vĩ đại nhất trong cuốn The New Book of Rock Lists, số 10 trong danh sách "50 tay guitar vĩ đai nhất" trên trang web Gibson.com và số 10 trong danh sách "100 tay guitar vĩ đại nhất" của tạp chí Rolling Stone vào năm 2011. Ông được vinh danh tại Đại sảnh Danh vọng Rock and Roll cùng The Who vào năm 1990.